# Два против одного
«Два про́тив одного́» — общественно-политическое ток-шоу, выходившее в эфир на телеканале «РЕН ТВ-Петербург» (до 1 января 2005 года передача выходила на «Невском канале», с 16 января 2005 до 2013 года транслировалась по «Региональному телевидению»). Ведущие — Денис Литов и Игорь Муратов.

## Формат
Двое ведущих, разделяющие общую точку зрения, дискутируют с приглашённым гостем. В передаче в качестве гостей принимали участие известные люди, в том числе Владимир Квачков, Александр Невзоров, архимандрит Тихон (Шевкунов), Александр Починок, Гарри Каспаров, Борис Немцов, Константин Боровой, Владимир Соловьёв, Павел Бородин, Сергей Миронов, Александр Хинштейн, Владимир Познер, Михаил Леонтьев, Владимир Жириновский.
По словам Дениса Литова, на «Невском канале» программа выходила 2 раза в неделю в прямом эфире.

## Стиль передачи
«Два против одного» — это поединок умов и взглядов. Это актуальные проблемы, независимые мнения, интересные и смелые гости.
«Два против одного» на грани общего и частного, это восхищение и недоумение, жесткий спор и умиротворенная беседа. Наши острые вопросы иногда провокация, а иногда хороший повод поддержать разговор. Мы предпочитаем не ставить точку, и никогда не знаем, чем закончится эфир. Может быть, Вы знаете?Страница программы на сайте канала РЕН ТВ Петербург
Денис Литов говорит о своей программе:
Свою передачу я ток-шоу не считаю, позиционирую её как пристрастный разговор, в котором мы имеем свою точку зрения. В ней мы рассуждаем о том, как должна быть устроена внутренняя политика, национальная экономика. В некотором роде наша передача эгоистична, так как мы задаем те вопросы, которые в первую очередь интересны нам, по большей части говорим на те темы, на которые сейчас не принято говорить.Денис Литов
В заставке программы звучала песня в исполнении Жанны Бичевской со словами «Мы русские, мы русские, мы русские, мы всё равно поднимемся с колен».

## Ведущие
- Денис Литов — владелец[4] и председатель совета директоров[5] (генеральный директор[6]) строительной корпорации «Прагма», выпускник Финэка[3].
- Игорь Муратов — второй владелец»[7]

Газета «Деловой Петербург» приводит следующую информацию о Денисе Литове:
Денис Литов утверждает, что телеэкран для него — «метод превентивного воздействия на нерадивого чиновника, который безосновательно волокитит подписание каких-либо документов или нарушает обычаи делового оборота. Увидев меня на экране, такой бюрократ задумается, так как поймет, что у меня есть возможность сделать ситуацию публичной. Сейчас ведётся много разговоров о воздействии бизнеса на власть. Так вот, это наше ноу-хау».

## Финансирование
Газета «Деловой Петербург» в 2004 году (программа выходила на «Невском канале») сообщала, что «Литов не продаёт телеканалам свои программы, а наоборот, платит за их размещение. Суммы затрат бизнесмен не разглашает, однако признаётся, что все происходит на дружественных условиях. Поэтому, несмотря на большой хронометраж („Два против одного“ занимает в эфире 52 минуты), затраты Дениса Литова на общественно-политическую полемику в прямом эфире, возможно, не превышают $10 тыс. в месяц».

## Выпуски передачи, вызвавшие общественный резонанс

### Выпуск с Дмитрием Рогозиным
В выпуске 19 октября 2004 года гость программы Дмитрий Рогозин допустил высказывания в адрес проживающих в Москве азербайджанцев, которые стали поводом для обращения Совета Национально-культурной автономии азербайджанцев Санкт-Петербурга к губернатору Санкт-Петербурга Валентине Матвиенко. По утверждению центра «Сова», оно повлекло за собой проверку Росохранкультуры и вынесение предупреждения программе «Невский канал», в рамках которого вышла передача. Центр «Сова» ссылается на документ, который был размещен на веб-сайте «Азеррос» 21 марта 2005 года (без указания даты самого документа). Страница на сайте веб-сайте «Азеррос», на которую ссылается центр Сова, отсутствует. В интервью радио «Эхо Москвы» руководитель Росохранкультуры Борис Боярсков подтвердил факт вынесения предупреждения каналу.

### Выпуск с Константином Боровым
Во время съёмки выпуска 15 февраля 2006 года имела место драка с участником передачи К. Н. Боровым.

#### Комментарии участников
Согласно цитируемому «Ленинградской правдой» официальному пресс-релизу программы, «возможно, Константин Натанович не выдержал вопросов о том, куда делись деньги фирмы „Ринако“, которой он руководил. В результате он ринулся с кулаками на ведущих, и закончил дискуссию, лежа на полу в студии». По мнению редакции, Боровой заранее спланировал свою хулиганскую выходку, так как перед передачей взял с ведущих программы слово не обращаться в суд и не привлекать правоохранительные органы.
Согласно пресс-релизу, Боровой также занял откровенно человеконенавистническую позицию нацистов при обсуждении вопроса об ущемлении прав русских в Прибалтике; одобрил марши эсэсовцев в Риге, прикрываясь свободой выбора и либеральными ценностями; по ходу дискуссии обвинил высшее руководство страны в государственном антисемитизме; назвал Нобелевского лауреата писателя А. И. Солженицына «русским фашистом»; допустил агрессивные, нецензурные выражения в адрес высокопоставленных государственных деятелей, включая Президента России В. В. Путина.
Как рассказал «Интерфаксу» сам Боровой, «во время записи программы ведущие начали задавать провокационные вопросы и оскорблять моих погибших товарищей по демократическому лагерю, депутатов Государственной Думы Галину Старовойтову (убита в Петербурге 20 ноября 1998 году — ИФ) и Сергея Юшенкова (убит в Москве 17 апреля 2003 года — ИФ)». «Моя просьба не трогать память погибших осталась без внимания, и когда в очередной раз их обозвали еврейскими фашистами и использовали более резкие эпитеты, я не выдержал. В завязавшейся драке я сумел одержать верх. Хотя и мне досталось, но подавать в суд на журналистов не собираюсь. Драка была честной: до первой крови», — сказал К. Боровой. В передаче «Школа злословия» Боровой объяснил своё поведение антисемитскими заявлениями ведущих, в частности, он привёл слова ведущих в его адрес — «жид пархатый».
Впоследствии Боровой сказал в интервью «Радио Свобода»: «Я не призываю людей действовать так же, как я действовал, это неправильно. Но интересно, что это стало результатом обсуждения политики государства, которую вот эти нацисты по существу защищали, которую я считал очень провокационной. Я не горжусь тем, что произошло, я не горжусь, что я их избил. Мне это крайне неприятно. Но не скрою, я получил удовольствие. Этого делать нельзя. Я сожалею, что я их побил».
Согласно сообщению «Росбалта», «присутствовавший при драке лидер партии „Демократическая Россия“ Руслан Линьков (бывший помощник Старовойтовой) подтвердил, что сотрудники канала позволили себе „откровенно националистические высказывания“». Однако сам Руслан Линьков в своём блоге утверждает, что встретился с Боровым уже после съёмок и знает о событиях записи только со слов Борового.

#### Видеозапись выпуска
Версия, представленная в пресс-релизе программы, частично подтверждается видеозаписью. 
В первой части видеозаписи речь идёт о компании «Ринако», президентом которой когда-то был Боровой. Денис Литов назвал «счастливого Константина Натановича в смокинге» одним из трёх лиц постсоветской, «началорыночной» экономики. Далее Денис Литов рассказал историю своего знакомого, который в 1991 или 1992 году купил акции «Ринако» на 70 000 долларов и последние 10 лет «ненавидит Борового».
Литов: Я у него вчера спросил: «Ты что-нибудь получил?» Он говорит: «Я пытаюсь уже полтора года найти свои записи на счетах и … денег нет, не найти крайнего». … И я для себя понял, что … это ведь тоже своего рода «МММ»: завлечь людей в какой-то фонд, вложить деньги, пообещать крупные инвестиции, вот это «счастье в бабочке», обещанное каждому — оно не до каждого достучалось.03:48-04:19
В ответ Боровой рассказал, что акции «Ринако» росли все то время, пока он был её президентом — и ещё год после его ухода.
Боровой: Люди, которые что-то в этом понимали, они продали акции, когда ушёл… энергичный, сильный президент.05:14-05:19
Боровой отказался отвечать перед ведущими за действия «Ринако» после его ухода из компании. Начиная с этого момента речь Борового снабжается нецензурной лексикой.
Во второй части видеозаписи анонсируется тема внутренней политики прибалтийских государств.
Муратов: В Прибалтике… нацистские правительства, которые пришли к власти в Латвии, в Эстонии продолжают систематически нарушать права человека и глумятся всячески над русской частью населения этих стран, присвоив им собачий статус неграждан, лишив русских детей возможности… учиться в школе на родном для них русском языке. Что мы с Вами — русские люди — можем сделать для того, чтобы помочь нашим соотечественникам, которые попали… в эту беду?12:24-12:55

В частности, обсуждалась тема нацистских маршей. Согласившись с недопустимостью проведения нацистских маршей, Боровой отказался осуждать и увязывать с понятием «нацизм» политику латвийских властей. Он стал сравнивать проведение нацистских маршей и действия президента России: 
Боровой: Вы можете себе представить, что в Москву приедет бин Ладен и его будут принимать на высшем уровне… а это произойдёт через несколько дней — Хамас… «Нельзя проводить нацистский марш», — вы мне сказали. И я с Вами согласен. Нельзя разговаривать с подонками, с террористами. И это делать будет через неделю ваш *** президент.15:21-15:57
По вопросу ущемления прав русскоязычного населения Латвии в записи имеется следующий обмен репликами:
Муратов: Вы считаете, что это правильно - что в Латвии часть населения не имеет гражданских полных прав и имеет собачий стаус неграждан? Вы считаете - это правильно?
Боровой: Нет.23:43-23:53
Непосредственно перед сценой драки в записи присутствует диалог, содержащий высказывание Борового в адрес Солженицына:
Муратов: Константин Натанович, а Солженицын — тоже русский фашист?
Боровой: Это фашизм, настоящий. Всё, что он делал сейчас, «200 лет вместе», — это пропаганда национализма, страшная. Это опасно.
Муратов: Сто́ит русскому человеку в России сказать, что в Чечне убили русских людей — 35 тысяч человек — или в революцию убили… то сразу какой-нибудь Константин Натанович Боровой станет говорить: «Да это ложь, да вы — русские фашисты, да вы не имеете права такое говорить.»
Боровой: Вы знаете, это — национализм. То что вы делаете — это русский фашизм.
Муратов: Что-то хамство из Вас прёт.
Боровой: Сейчас по морде полу́чишь!24:23-25:05
Видеозапись не содержит упоминаний Старовойтовой и Юшенкова и высказываний о еврейской национальности Борового.
Следует отметить, что в выпуске с участием Александра Хинштейна Денис Литов, отвечая на вопрос о причинах драки с участием Борового, вспоминает следующие реплики Борового:
А, со Старовойтовой ещё что-то пытался объяснить… Что со Старовойтовой они все правильно делали…0:53-1:00
Это высказывание Литова может свидетельствовать о том, что часть происходившего в студии с Боровым не вошла в видеозапись.

#### Мнение телекритика
В работе «Телевидение и толерантность» (опубликована в 2010 году) доцент кафедры радио и телевидения факультета журналистики СПбГУ Юрий Клюев анализирует «фрагменты текстов, речевое поведение журналистов и участников» телепрограммы (видеозапись) с участием Борового как пример демонстрации психологического и физического насилия на экране. Клюев отмечает: в программе «Два против одного» с участием Борового впервые ярко проявилось новое качество телевидения — бороться с оппонентами перед видеокамерой не только словом, но и физически. Клюев пишет, что на протяжении всего разговора ведущие Литов и Муратов провоцировали интолерантное поведение Борового. Провокативность коммуникации, по его мнению, прослеживается в последовательности и характере поднятых ведущими программы проблем. По мнению Клюева, точка зрения Борового по всем острым вопросам была априори иной, чем у ведущих программы, и он не сдержался, стал защищать «свою правду» от «правды Литова и Муратова» кулаками. Отмечая, что Боровой проиграл публичный поединок в программе «Два против одного» и вербально, и физически, и тоже вёл себя в программе не очень-то прилично, Клюев считает, что Литов и Муратов его не выиграли, хотя формально стали публичными победителями в конфликте. Клюев считает неприемлемым, когда сами ведущие становятся активными субъектами физического столкновения, показывают свою силу перед многомиллионной аудиторией. Такое поведение в эфире, по мнению Клюева, нивелирует профессию телевизионного ведущего, подрывает доверие зрителей к публицистическому вещанию, низводит его до развлекательного, бульварного, низкосортного уровня.
Критикуя ведущих передачи за отсутствие толерантности, он даёт следующую оценку событий: «Литов и Муратов победили и мыслью, и словом, и даже поступком. … Но и они не выиграли». По мнению критика, причина острого конфликта в эфире — отличие точки зрения ведущих и Борового по всем обсуждаемым вопросам.

### Выпуск 10 сентября 2006 года, посвящённыйконфликту в Кондопоге
Финальный ролик программы, в котором кадры пуска крылатых ракет российским бомбардировщиком сменяются планами ночного Лос-Анджелеса и взрывающегося Капитолия, был замечен консулом Швеции в Санкт-Петербурге Микаэлом Бенте, который известил о ролике представителей дипломатического корпуса Санкт-Петербурга, в том числе сотрудников генконсульства США. Согласно сообщению радио «Голос Америки», генеральное консульство США в Санкт-Петербурге начало в связи с этим подготовку письма на имя губернатора Санкт-Петербурга Валентины Матвиенко. «Новая газета» сообщила, что «судя по всему, „Голос Америки“ поспешил сообщить о ноте протеста»: помощник по вопросам прессы генконсульства США в Санкт-Петербурге Вера Савко «не слышала никакой информации ни о каких намерениях». «Мы ещё сами не видели этот видеоряд» — заявила Савко. По информации «Новой газеты», Муратов вместе со своим напарником по передаче Денисом Литовым узнали о возмущении американских дипломатов из СМИ и направили в эти средства массовой информации своё обращение:
Учитывая наличие у США ядерного оружия, мы планируем изъять из видеоклипа кадры художественного фильма, вызвавшие решительный протест американских дипломатов. <…> В том же клипе <…> есть видеоряд, изображающий битву русских войск <…> против полчищ хана Батыя, а также кадры из художественного фильма «Война и мир» <…>. Следует ли нам <…> ожидать также протестов со стороны монгольских и французских дипломатов?Новая газета

## Критика
- По утверждению центра «Сова», в результате проверки, проведённой в 2005 году федеральной службой Росохранкультуры, передаче было вынесено предупреждение, в котором в частности говорилось:[10].

Федеральной службой установлено, что в передаче в оскорбительном тоне обсуждалась проблема «очищения Москвы от лиц различных национальностей», были допущены некорректные высказывания в адрес лиц азербайджанской национальности, проживающих в Москве. Гость передачи, лидер партии «Родина» Дмитрий Рогозин заявляет: «Ребята дикие, необразованные, с гор спустились. Нельзя допустить, чтобы Москва стала сборищем орд, чтобы у нас верховодили ханы и прививали дикие навыки».
Перечисленные высказывания способствуют возбуждению национальной розни и унижению национального достоинства.
В рассматриваемой передаче содержится информация, призывающая к осуществлению экстремистской деятельности, направленной на возбуждение национальной розни.
Центр «Сова» ссылается на документ, который был размещён на веб-сайте «Азеррос» 21 марта 2005 года (без указания даты самого документа).
В интервью радио «Эхо Москвы» руководитель Росохранкультуры Борис Боярсков сообщил:

Ну, если не ошибаюсь, по этому поводу были обращения депутатов и статьи в газетах возмущённых выступлениями, если не ошибаюсь, Рогозина, которые мы расценили, как способствующие разжиганию межнациональной розни.
- По мнению информационно-аналитического центра «Сова», программа «Два против одного» — «одна из наиболее ксенофобных передач на петербургском телевидении, антикавказская и антисемитская пропаганда для неё — норма»[23].
- В феврале 2006 года Валерия Новодворская, назвав передачу «Два против одного» «первой полностью фашистской передачей российского телевидения», заявила:[24]

«Мы предупреждаем российских демократов: не разговаривайте с хамами, хулиганами и фашистами, бойкотируйте нацистскую программу „Два против одного“»
Данное заявление было связано с дракой, произошедшей на съёмках программы по инициативе Константина Борового, близкого политического союзника Валерии Новодворской (см. Выпуск с Константином Боровым). Кроме обвинений в фашизме самой передачи, Новодворская назвала фашистами и трёх человек (двух ведущих и охранника), представив события, отсутствующие в записи передачи, в версии Константина Борового:

«Но когда очередь дошла до Константина Борового, он не стал молча глотать оскорбления и отвечать на вопросы типа: „Зачем евреи губят Россию?“. Он вступился за честь демократии и наших погибших товарищей Г. Старовойтовой и С. Юшенкова, которых грязно оскорбляли ведущие-антисемиты. К. Боровой один бросился на трёх фашистов и не только словом, но и делом доказал им, что демократия в России ещё что-то значит и кому-то нужна».— Валерия Новодворская
Другой «жертвой неонацистов» Новодворская назвала Гарри Каспарова.
Газета «Взгляд», комментируя данное заявление Новодворской, заметила, что на фоне гроссмейстера Каспарова «журналисты, известные весьма жёсткой манерой ведения и нередко ставящие своих собеседников в тупик острыми вопросами, выглядели сущими либералами. Тем более, что на вопросы гость не отвечал в принципе».
- Председатель петербургского отделения партии «Демократическая Россия» Руслан Линьков, комментируя инцидент с Константином Боровым, заявил «Интерфаксу», что «представители демократической общественности неоднократно обращались к прокуратуру и правоохранительные органы по поводу программы „Двое против одного“, ведущие которой проводят линию национальной и религиозной розни»[13].
- По мнению радио «Голос Америки», передача снискала себе недобрую славу рупора наиболее националистических группировок российского общества, и большой популярностью в городе не пользуется[20].
- По мнению «Новой газеты», почти все события комментируются в программе с позиций «русского национального реванша»[21].

## Резонансные эпизоды
- Драка с Боровым послужила основой сюжета для истории на сатирическом сайте «Валентина Ивановна™»[26]